# Чешка на Европском првенству у атлетици у дворани 2013.
Чешка је учествовала на 32. Европском првенству у дворани 2013 одржаном у Гетеборгу, Чешка, од 28. фебруара до 3. марта. Ово је било десето европско првенство у дворани од 1994. године од када Чешка учествује самостално под овим именом. Репрезентацију Чешке представљало је 22 спортиста (11 мушкараца и 11 жена) који су се такмичили у 14 дисциплина (8 мушких и 6 женских).
На овом првенству Чешка је заузело 11 место по броју освојених медаља са 5 освојених медаља (једна златна и четири бронзане). У табели успешности према броју и пласману такмичара који су учествовали у финалним такмичењима (првих 8 такмичара) Чешка је са 10 учесника у финалу заузела 7. место са 55 бодова.
Поред освојених медаља такмичари Чешке оборили су један национални и три лична рекорда и остварили један најбољи европски резултат сезоне и три најбоља лична резултата сезоне.

## Учесници
| Мушкарци: - Павел Маслак — 400 м, 4 х 400 м - Јосеф Пророк — 400 м, 4 х 400 м - Јан Кубиста — 800 м - Мартин Мазац — 60 м препоне - Данијел Немечек — 4 х 400 м - Петр Лихи — 4 х 400 м - Јарослав Баба — Скок увис - Јан Кудличка — Скок мотком - Ладислав Прашил — Бацање кугле - Мартин Сташек — Бацање кугле - Адам Хелцелет — Седмобој | Жене: - Катержина Чехова — 60 м - Барбора Прохазкова — 60 м - Дениса Росолова — 400 м, 4 х 400 м - Зузана Хејнова — 400 м, 4 х 400 м - Ленка Масна — 800 м, 4 х 400 м - Луција Шкробакова — 60 м препоне - Јитка Бартоничкова — 4 х 400 м - Фрида Персон — 4 х 400 м - Елин Морајти — 4 х 400 м - Јиржина Свободова — Скок мотком - Романа Малачова — Скок мотком |  |

## Освајачи медаља (5)

### Злато (1)
- Павел Маслак — 400 м

### Бронза (4)
| - Данијел Немечек, Јозеф Пророк, Petr Lichý, Павел Маслак — 4 х 400 м - Јарослав Баба — Скок увис - Ладислав Прашил — Бацање кугле | - Дениса Росолова, Јитка Бартоничкова, Ленка Масна, Зузана Хејнова — 4 х 400 м |

## Резултати

### Мушкарци
| Атлетичар       | Дисциплина   | Лични рекорд | Квалификације | Квалификације | Полуфинале            | Полуфинале            | Финале                | Финале       | Детаљи |
| Атлетичар       | Дисциплина   | Лични рекорд | Резултат      | Место         | Резултат              | Место                 | Резултат              | Место        | Детаљи |
| --------------- | ------------ | ------------ | ------------- | ------------- | --------------------- | --------------------- | --------------------- | ------------ | ------ |
| Павел Маслак    | 400 м        | 46,14 НР     | 46,54 КВ      | 1. у гр. 4    | 46,18 КВ, ЛРС         | 1. у гр. 1            | 45,66 ЕРС, НР         |              |        |
| Јосеф Пророк    | 400 м        | 46,88        | 48,45         | 5. у гр. 2    | Нису се квалификовали | Нису се квалификовали | Нису се квалификовали | 19 / 21 (23) |        |
| Јан Кубиста     | 800 м        | 1:47,98      | 1:52,21       | 4. у гр. 2    | Нису се квалификовали | Нису се квалификовали | Нису се квалификовали | 20 / 26 (28) |        |
| Мартин Мазац    | 60 м препоне | 7,74         | 7,86          | 4. у гр. 3    | Нису се квалификовали | Нису се квалификовали | Нису се квалификовали | 21 / 27 (28) |        |
| Данијел Немечек | 4 х 400 м    | 3:06,10 НР   |               |               |                       |                       | 3:07,64               |              |        |
| Јозеф Пророк²   | 4 х 400 м    | 3:06,10 НР   |               |               |                       |                       | 3:07,64               |              |        |
| Petr Lichý      | 4 х 400 м    | 3:06,10 НР   |               |               |                       |                       | 3:07,64               |              |        |
| Павел Маслак²   | 4 х 400 м    | 3:06,10 НР   |               |               |                       |                       | 3:07,64               |              |        |
| Јарослав Баба   | Скок увис    | 2,37 НР      | 2,28 кв       | 2. у гр. Б    |                       |                       | 2,31 ЛРС              |              |        |
| Јан Кудличка    | Скок мотком  | 5,77         | 5,70 кв       | 3. у гр. А    | 5,71                  | 5 / 23 (25)           |                       |              |        |
| Ладислав Прашил | Бацање кугле | 20,51        | 20,03 кв      | 3.            | 20,29                 |                       |                       |              |        |
| Мартин Сташек   | Бацање кугле | 20,73        | 18,96         | 18.           | Није се квалификовао  | 18 / 24               |                       |              |        |

 Такмичари у штафети означени бројем учествовали су и у појединачним дисциплинама 

#### седмобој
| Дисциплина   | Адам Хелцелет | Адам Хелцелет | Адам Хелцелет | Адам Хелцелет |
| Дисциплина   | Лич. рек.     | Рез.          | Бод.          | Плас.         |
| ------------ | ------------- | ------------- | ------------- | ------------- |
| 60 м         | 7,00          | 7,07          | 858           | 12.           |
| Скок удаљ    | 7,37          | 7,49          | 932           | 6.            |
| Бацање кугле | 15,13         | 14,48         | 758           | 5.            |
| Скок увис    | 2,06          | 2,02          | 822           | 4.            |
| 60 препоне   | 8,02          | 8,06          | 967           | 6.            |
| Скок мотком  | 5,00          | 5,00          | 910           | 4.            |
| 1.000 м      | 2:43,05       | 2:42,26 ЛР    | 848           | 7.            |
| Укупно       | 5.951         | -             | 6.095 ЛР      | 4 / 13 (15)   |

### Жене
| Атлетичарка        | Дисциплина   | Лични рекорд | Квалификације | Квалификације | Полуфинале            | Полуфинале | Финале                | Финале       | Детаљи |
| Атлетичарка        | Дисциплина   | Лични рекорд | Резултат      | Место         | Резултат              | Место      | Резултат              | Место        | Детаљи |
| ------------------ | ------------ | ------------ | ------------- | ------------- | --------------------- | ---------- | --------------------- | ------------ | ------ |
| Катержина Чехова   | 60 м         | 7,24 НР      | 7,25 КВ       | 3. у гр. 2    | 7,26                  | 5. у гр. 1 | Нису се квалификовале | 8 / 23 (24)  |        |
| Барбора Прохазкова | 60 м         | 7,33         | 7,40 кв       | 4. у гр. 3    | 7,42                  | 7. у гр. 2 | Нису се квалификовале | 14 / 23 (24) |        |
| Дениса Росолова    | 400 м        | 51,73        | 52,20 КВ      | 2. у гр. 3    | 52,12 КВ, ЛРС         | 3. у гр. 2 | 52,71                 | 4 / 20       |        |
| Зузана Хејнова     | 400 м        | 52,13        | 53,20 КВ      | 1. у гр. 4    | 51,27 КВ, ЛР          | 2. у гр. 2 | 52,12                 | 5 / 20       |        |
| Ленка Масна        | 800 м        | 2:01,85      | 2:04,87 КВ    | 3. у гр. 2    | 2:03,40               | 4. у гр. 2 | Нису се квалификовале | 9 / 13 (16)  |        |
| Луција Шкробакова  | 60 м препоне | 7,95 НР      | 8,07          | 2. у гр. 2    | 8,09                  | 5. у гр. 1 | Нису се квалификовале | 10 / 23 (24) |        |
| Дениса Росолова²   | 4 х 400 м    | 3:28,47 НР   |               |               |                       |            | 3:28,49               |              |        |
| Јитка Бартоничкова | 4 х 400 м    | 3:28,47 НР   |               |               |                       |            | 3:28,49               |              |        |
| Ленка Масна²       | 4 х 400 м    | 3:28,47 НР   |               |               |                       |            | 3:28,49               |              |        |
| Зузана Хејнова²    | 4 х 400 м    | 3:28,47 НР   |               |               |                       |            | 3:28,49               |              |        |
| Јиржина Свободова  | Скок мотком  | 4,70         | 4,56 КВ       | 3.            |                       |            | 4,62                  | 4 / 20       |        |
| Романа Малачова    | Скок мотком  | 4,42         | 4,36          | 10.           | Није се квалификовала | 10 / 20    |                       |              |        |

 Такмичарке у штафети означене бројем учествовале су и у појединачним дисциплинама 